# Pandantiv

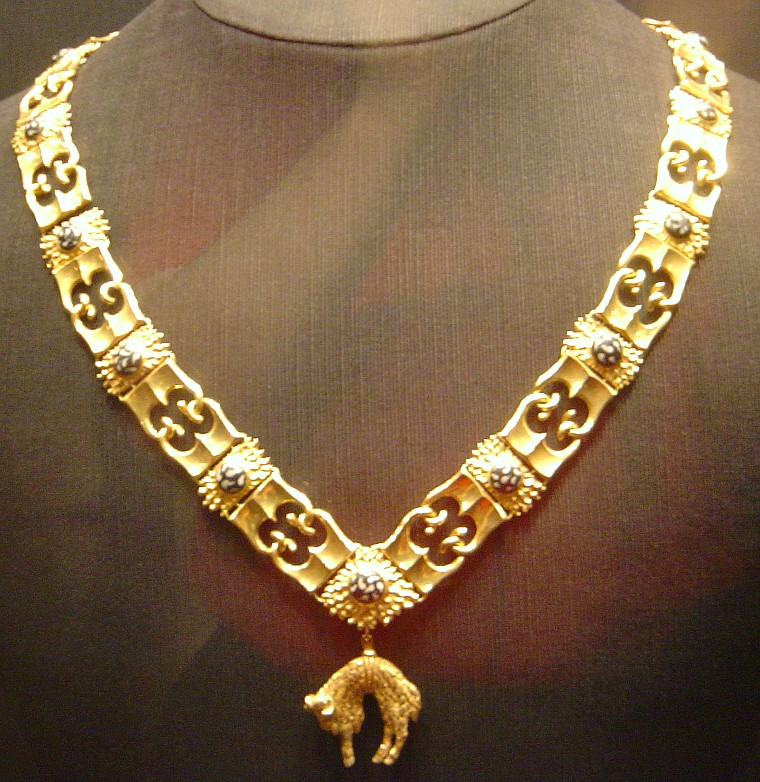
Pandantivul și colanul Ordinului Lâna de Aur

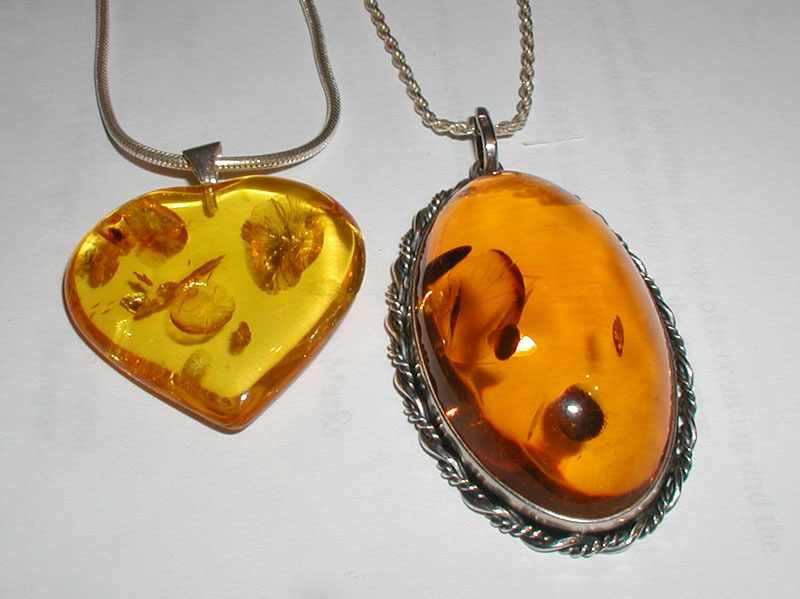
Pandantive confecționate din chihlimbar

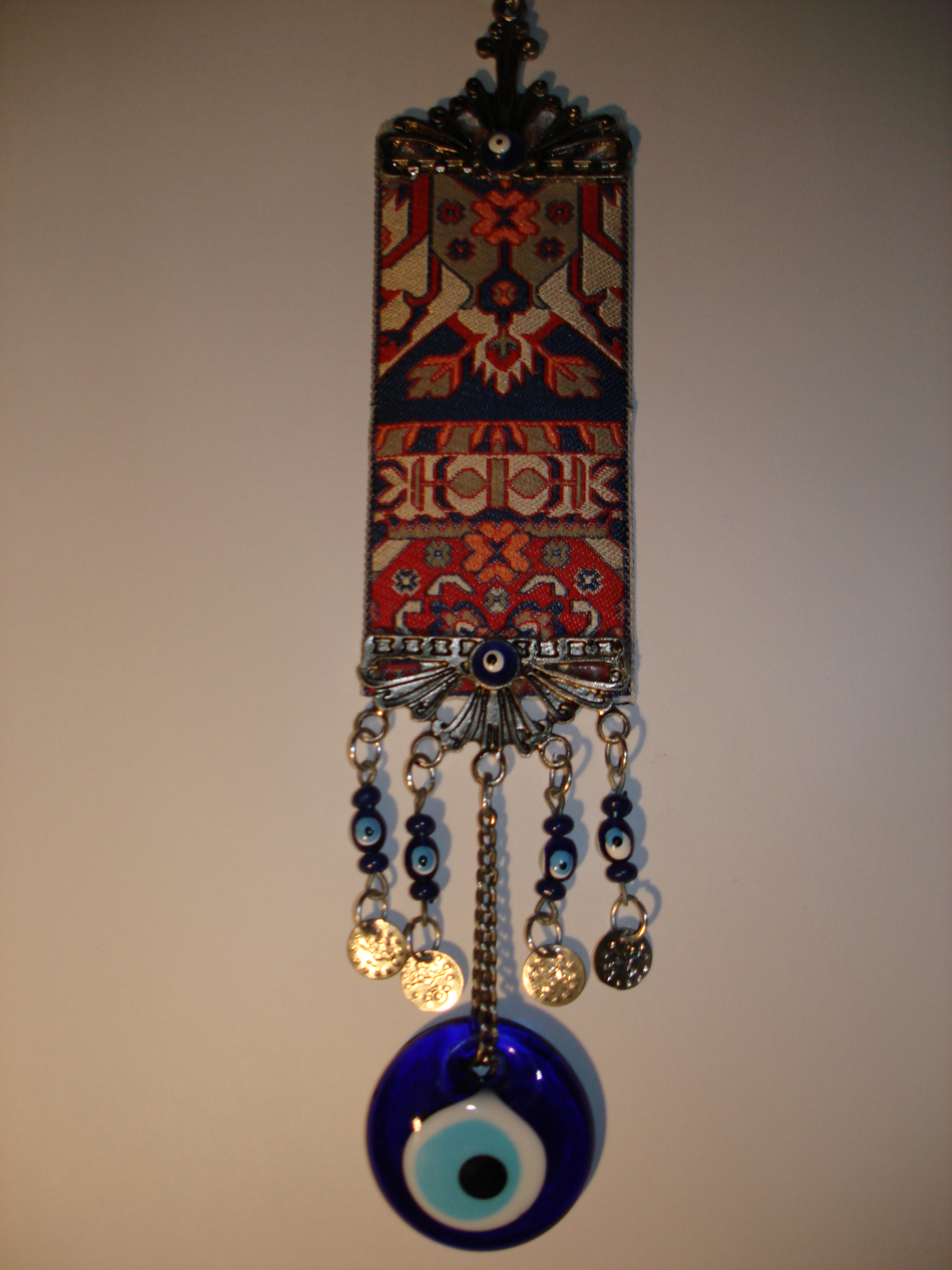
Amuletă iraniană împotriva deochiului

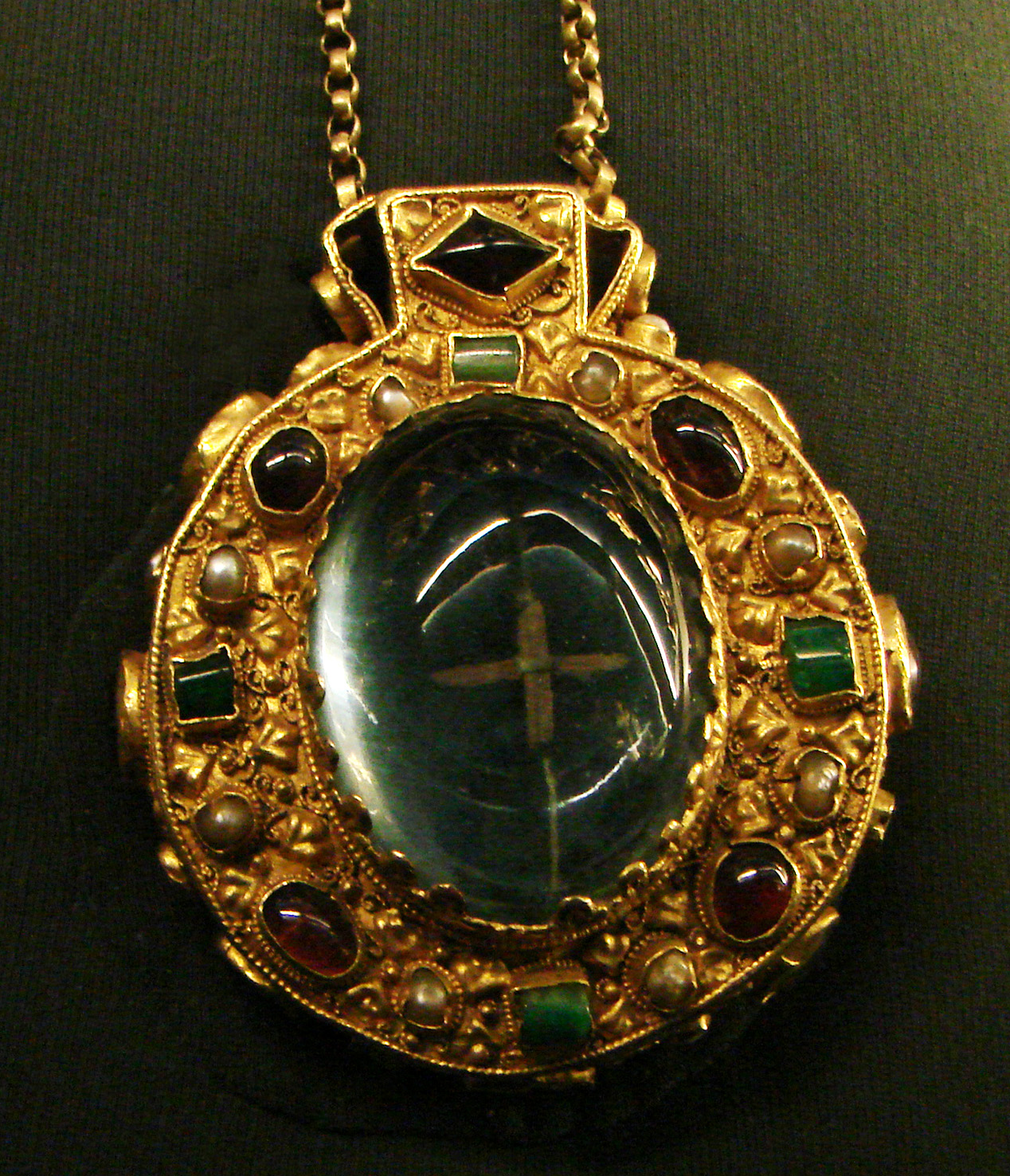
Talismanul lui Carol cel Mare

Pandantivul este o bijuterie care se poartă la gât, atârnată de un lănțișor sau de o panglică. De obicei este atașat la un colier⁠(d), ansamblul fiind cunoscut și sub numele de „colier pandantiv”. Modul în care designul unui pandantiv poate fi încorporat într-un colier face ca tratarea lor ca elemente separate să nu fie întotdeauna corectă. În unele cazuri, însă, separarea dintre colier și pandantiv este mult mai clară. De asemenea, pandantivele pot fi atașate și la cercei, alcătuind astfel „cerceii pandantivi”.
Numele său provine din cuvântul latin pendere, sau din cuvântul francez vechi pendr, ambele traducându-se prin „a atârna”. În franceza modernă, pandantiv este gerunziul pentru verbul pendre („a atârna”).

## Prezentare generală
Pandantivele sunt printre cele mai vechi tipuri de podoabe cunoscute. Pentru confecționarea lor erau utilizate pietre, scoici, ceramică și materiale mai perisabile (de exemplu oase și pene). Egiptenii antici purtau adesea pandantive, unele dintre ele fiind chiar în formă de hieroglife.
Pandantivele pot avea mai multe funcții, care pot fi combinate între ele:
- Premiu sau decorație (de exemplu medaliile olimpice sau Ordinul național „Steaua României” cu colan)
- Identificare (de exemplu, simboluri religioase, simboluri sexuale, simboluri ale trupelor rock)
- Ornamentare
- Ostentație (bijuteriile)
- Protecție (amulete, simboluri religioase)
- Autoafirmare (inițiale, nume etc.)

Unele pandantive includ medalioane care se deschid, având în interior o imagine pictată sau o fotografie.

## Tipuri
De-a lungul veacurilor, pandantivele au avut o varietate de forme, pentru diverse scopuri.

### Amuletă
Amuleta este un mic obiect căruia i se atribuie puterea magică de a aduce noroc și de a-l apăra pe cel care îl poartă de influențele malefice. Erau mult răspândite, încă din Antichitate, în majoritatea civilizațiilor din acea epocă. Deși amuletele pot avea diverse forme, cele mai obișnuite sunt cele purtate în jurul gâtului, sub formă de pandantiv.

### Talisman
Talismanul este un obiect despre care se crede că ar avea puteri magice. Spre deosebire de amuletă, care are un rol de apărare precis conturat, talismanul este considerat și ca fiind aducător de noroc.

### Medalion
Un medalion este cel mai adesea o piesă de metal în formă de monedă purtată ca pandantiv atârnat la gât sau fixată pe îmbrăcăminte. De multe ori medalioanele sunt acordate ca premii, recunoașteri sau binecuvântări religioase.